# Corythalia circumflexa
Corythalia circumflexa là một loài nhện trong họ Salticidae.
Loài này thuộc chi Corythalia. Corythalia circumflexa được Cândido Firmino de Mello-Leitão miêu tả năm 1939.